# Nicola di Maestro Antonio d'Ancona
Nicola di Maestro Antonio d'Ancona est un peintre italien originaire d’Ancône qui est actif de 1472, environ, à 1510 dans la région des Marches italiennes.

## Biographie
Nicola di Maestro Antonio d'Ancona, fils du peintre florentin Antonio di Domenico, s'est formé à Padoue, puis est retourné à Ancône.
Sa peinture est proche de celle de Bartolomeo di Tommaso da Foligno, et influencée par celles de Carlo Crivelli et de Piero della Francesca.
Il a été identifié  comme étant le « Maître du tarot Sola-Busca » de la Pinacothèque de Brera de Milan.

## Œuvres
- Crucifixion (v. 1460), Gallerie dell'Accademia de Venise (attribuée par Roberto Longhi).
- Saint Jérôme au désert (1471), Galerie Sabauda de Turin.
- Vierge à l'Enfant trônant, avec les saints Léonard, Jérôme, Jean-Baptiste et François (1472), Carnegie Museum of Art, Pittsburgh, Pennsylvanie
- Crucifixion avec la Vierge et saint Jean, Musée de l'Ermitage, Saint Petersbourg

Panneaux  du polyptyque démembré Pala Massimo de Rome
- Madone avec quatre saints, Rome, Italie
- Résurrection, lunette, Galerie Sabauda, Turin, Italie
- prédelle, musée de Brooklin à New York, États-Unis

Panneaux en tempera et or provenant d'un polyptyque démembré :
- Madone trônant, Minneapolis Institut of Arts, États-Unis
- Sainte Marie-Madeleine et Saint Jacques des Marches, 67,5 cm × 41 cm, Ashmolean Museum,  Université d'Oxford, Angleterre
- Saint Pierre, Courtauld Institute of Art, Londres, Angleterre
- Saint François, Musée du Petit Palais, Avignon, France
- Saint Jean-Baptiste, Walters Art Gallery, Baltimore, États-Unis
- Saint Bartolomeo, Musée civique Amedeo Lia, La Spezia, Italie
- Christ mort soutenu par deux anges, Musée du Palais Pianetti, Jesi, Italie

## Galerie

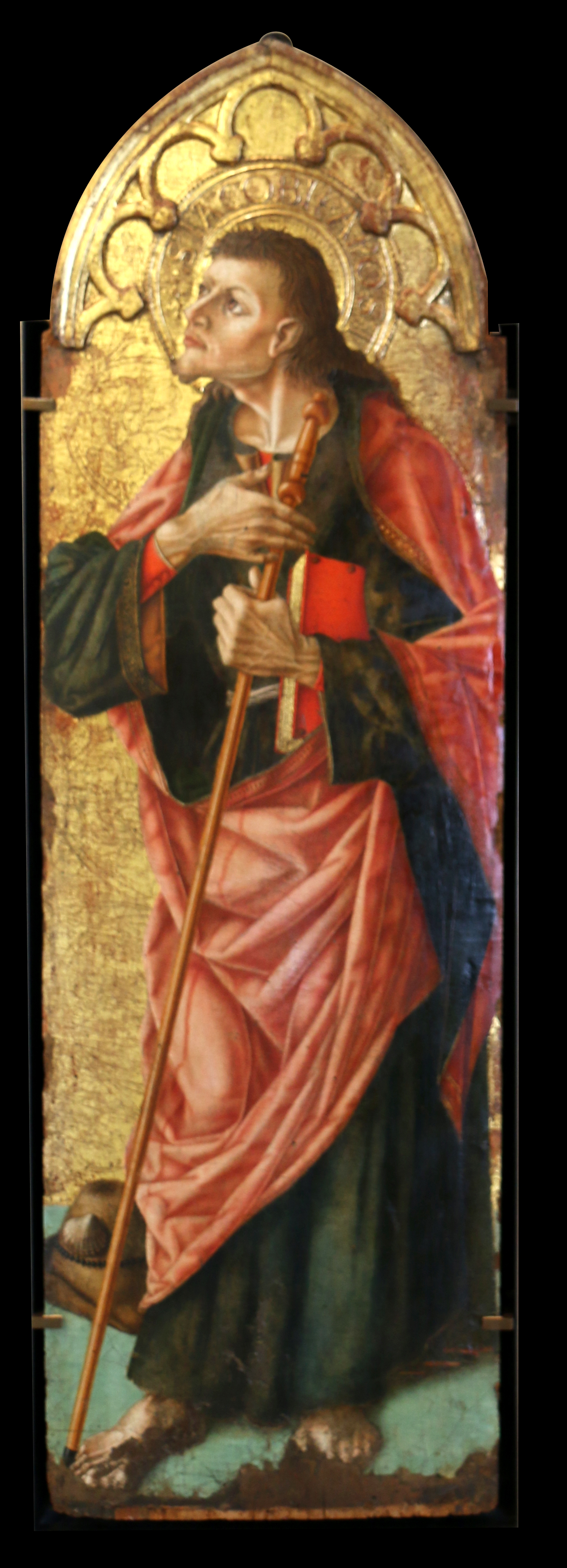
Saint Jacques
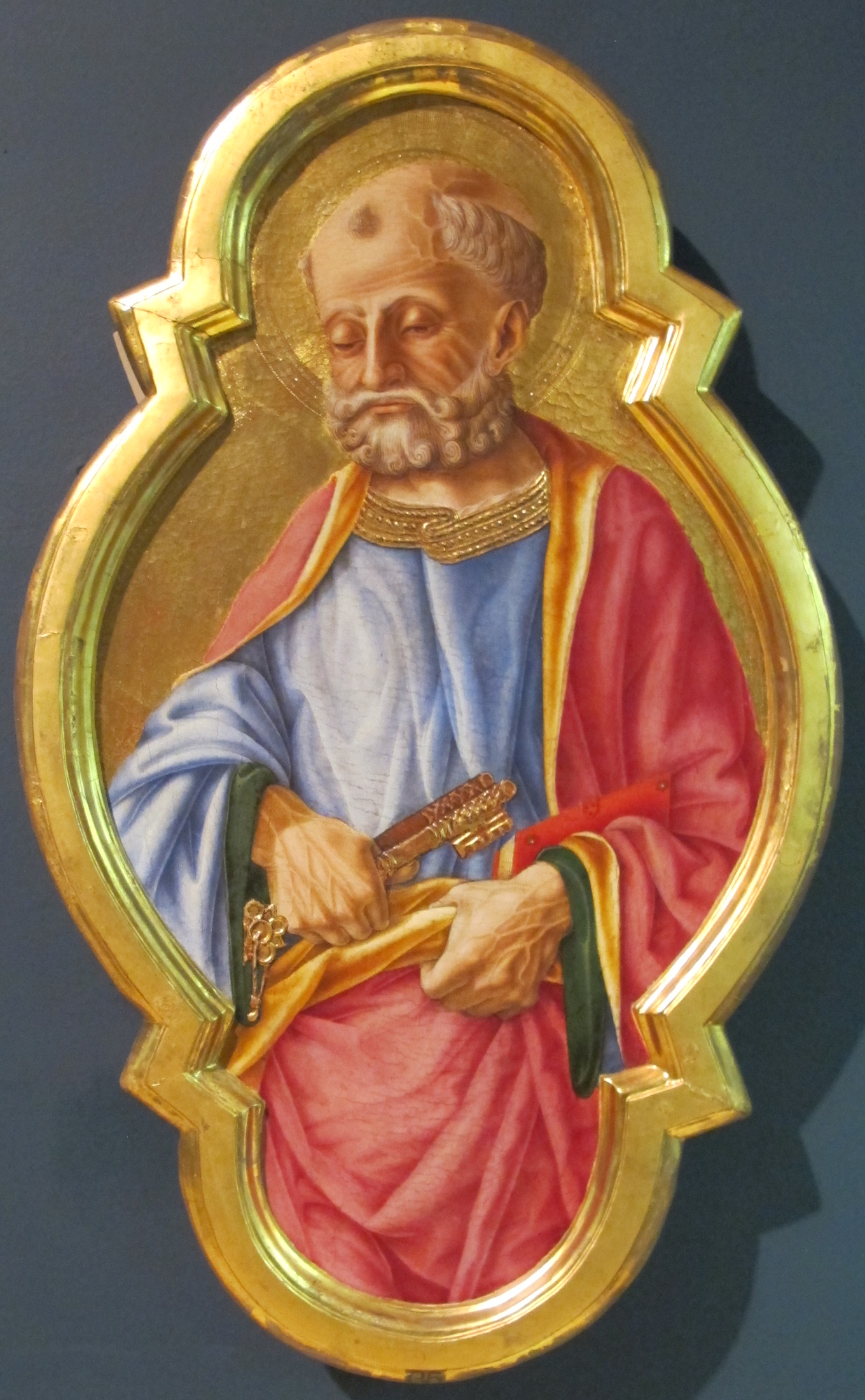
Saint Pierre, 1480/85, Courtauld Gallery de Londres
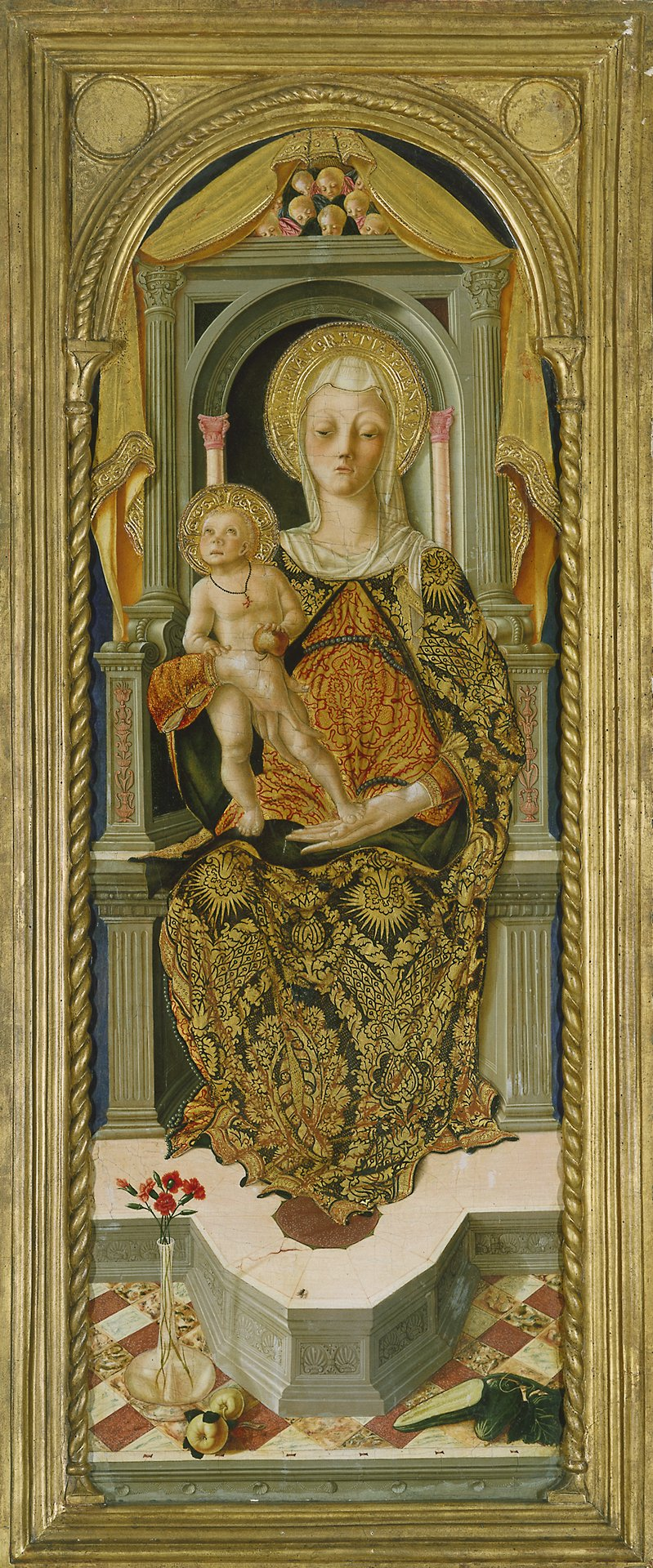
Madone et Enfant en Trône, Minneapolis Institute of Art
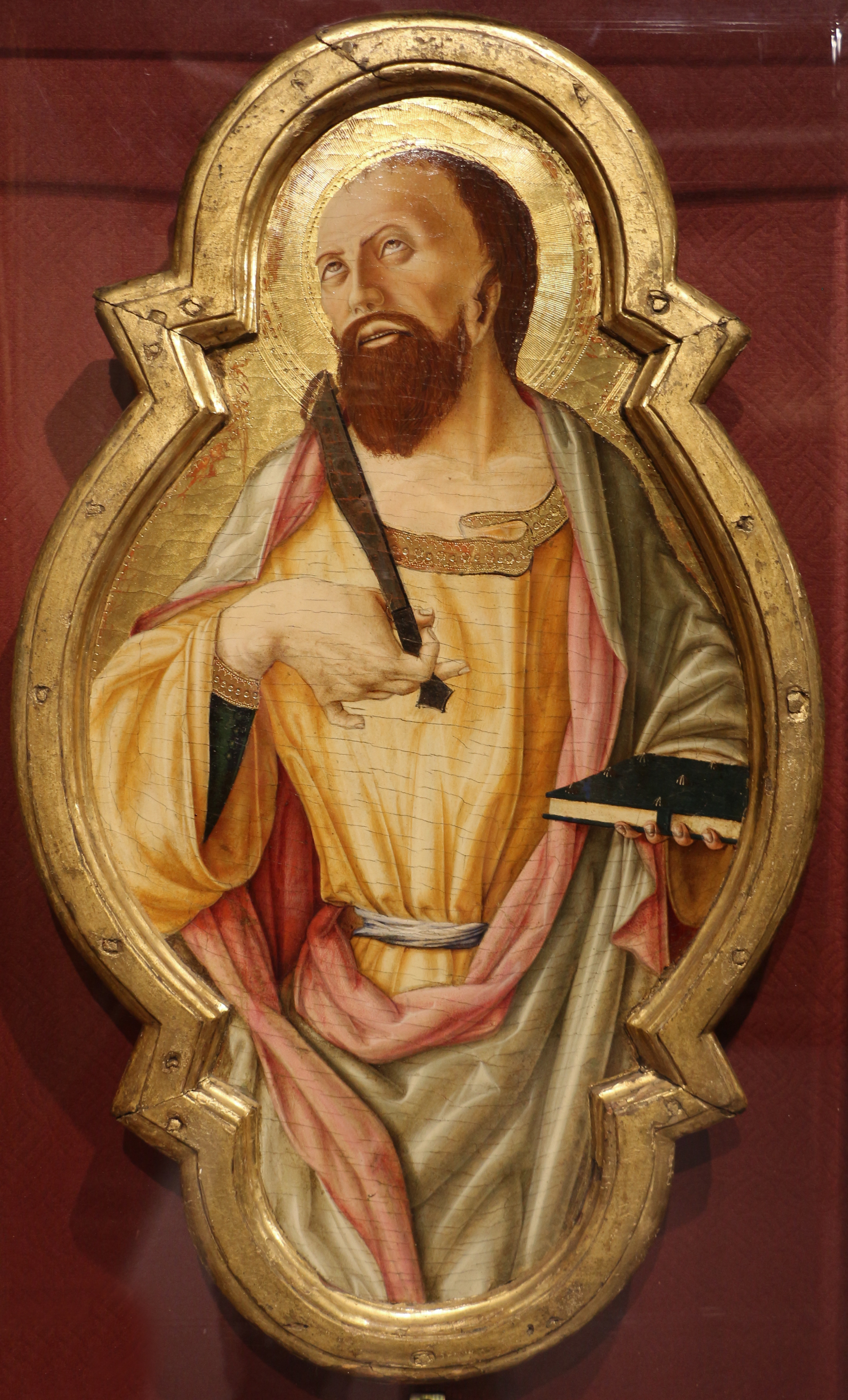
San Bartolomeo, 1473, La Spezia
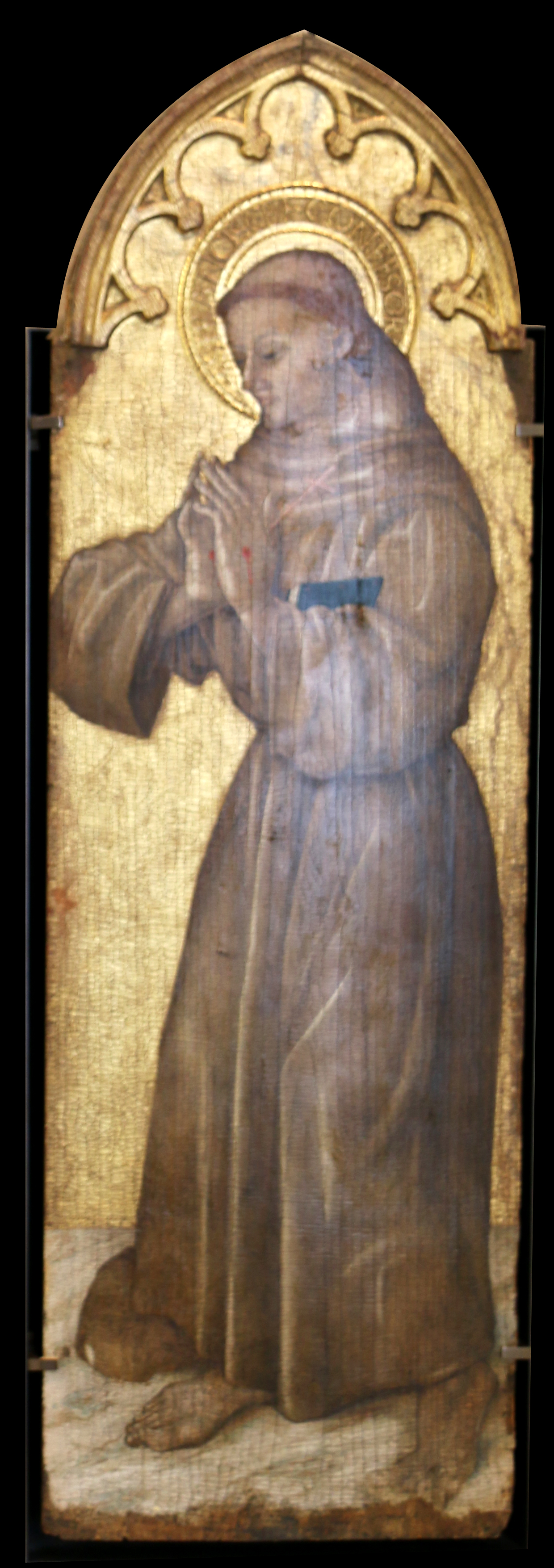
Saint François

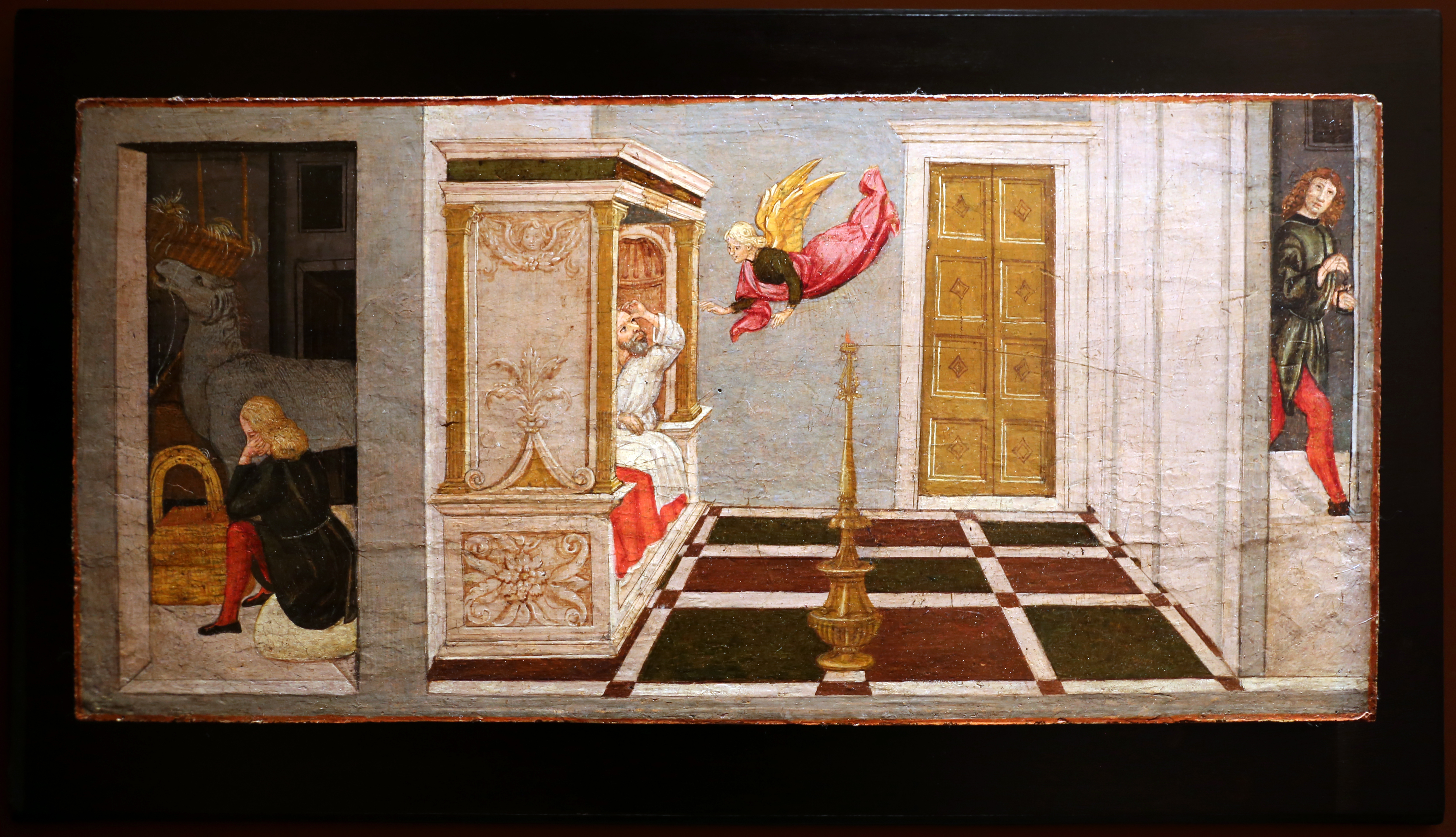
Le Sacrifice d’Isaac et le Songe de Joseph
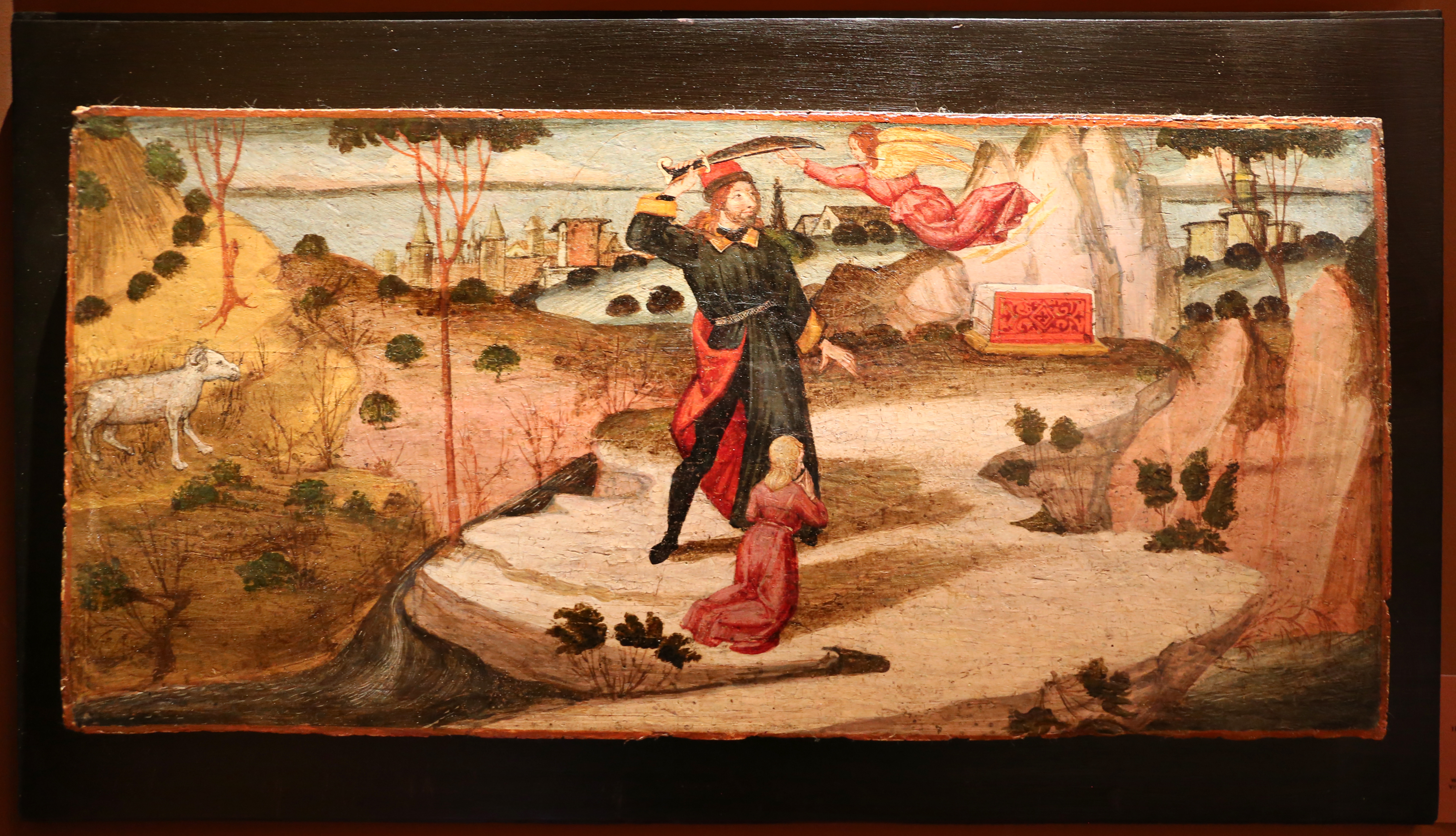
Sacrifice d’Isaac et Songe de Joseph

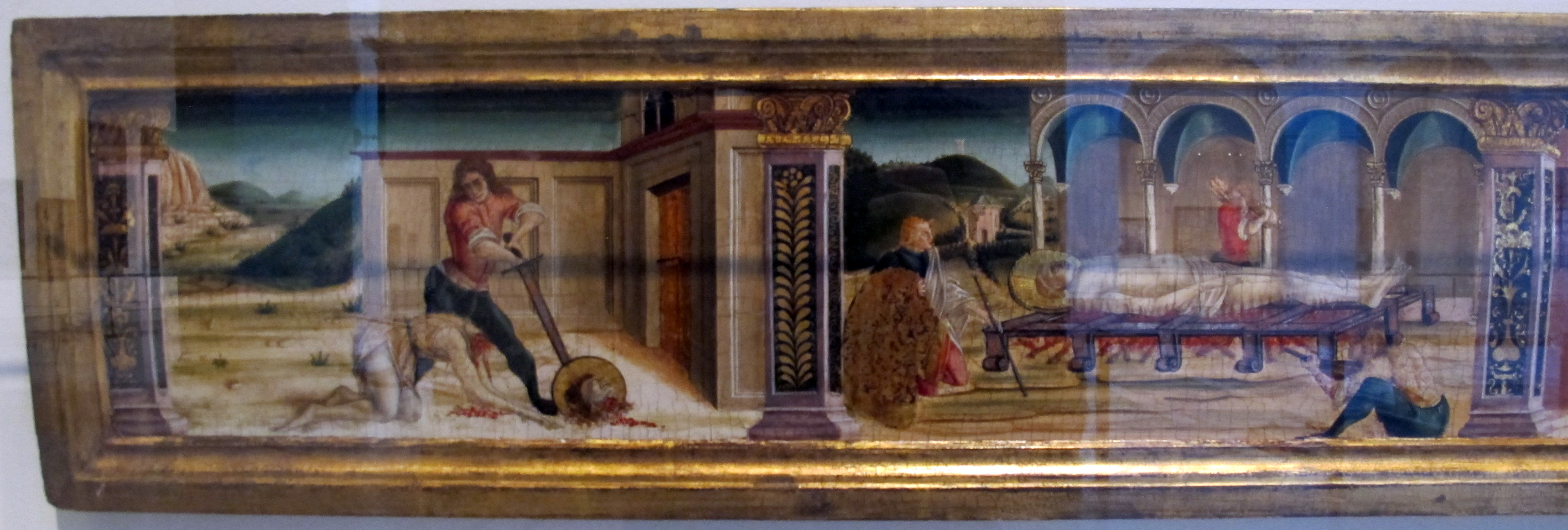
Partie gauche de la Prédelle du Palais Massimo alle Colonne, env.1575-1580
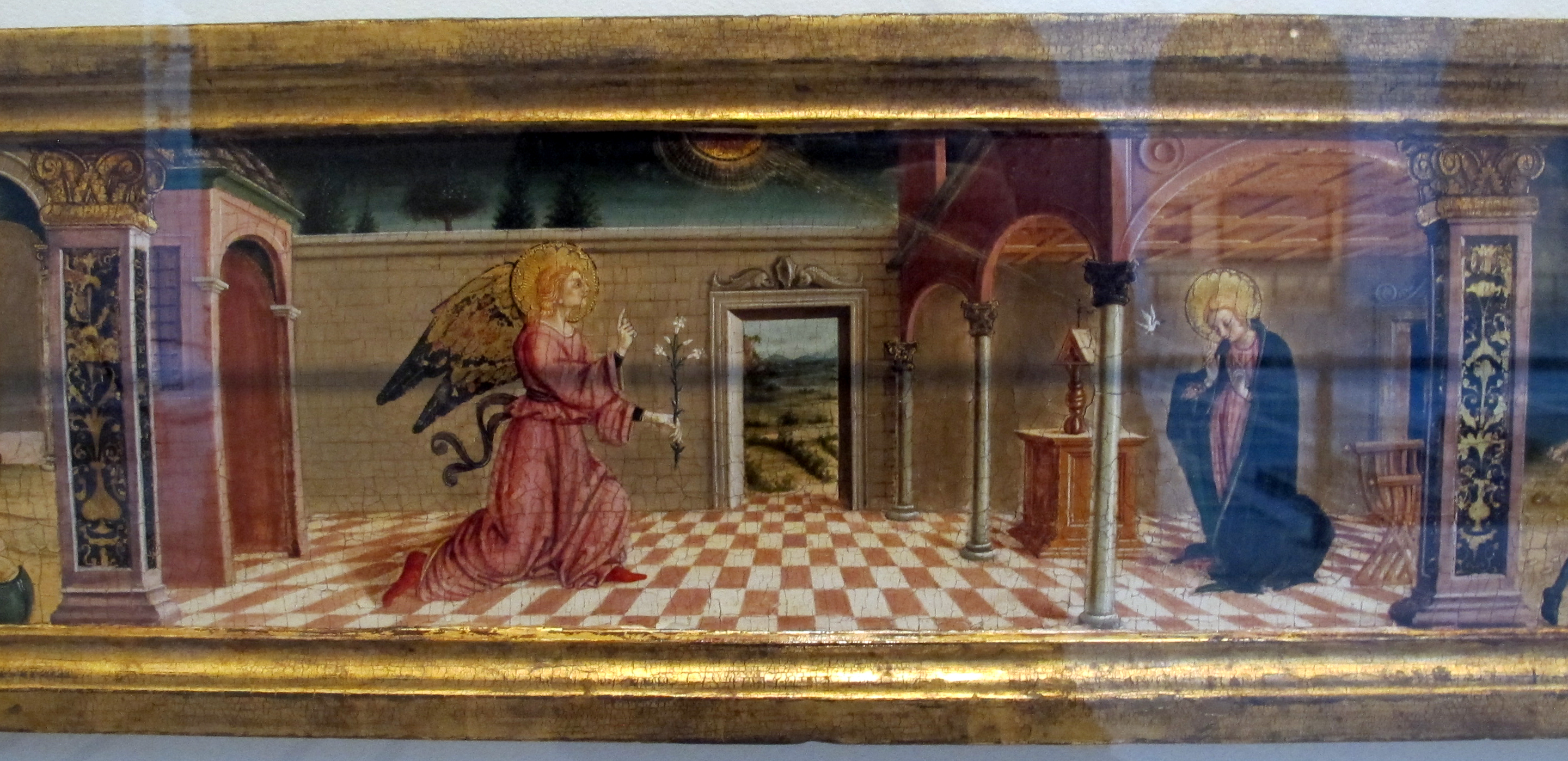
Partie centrale de la Prédelle du Palais Massimo alle Colonne
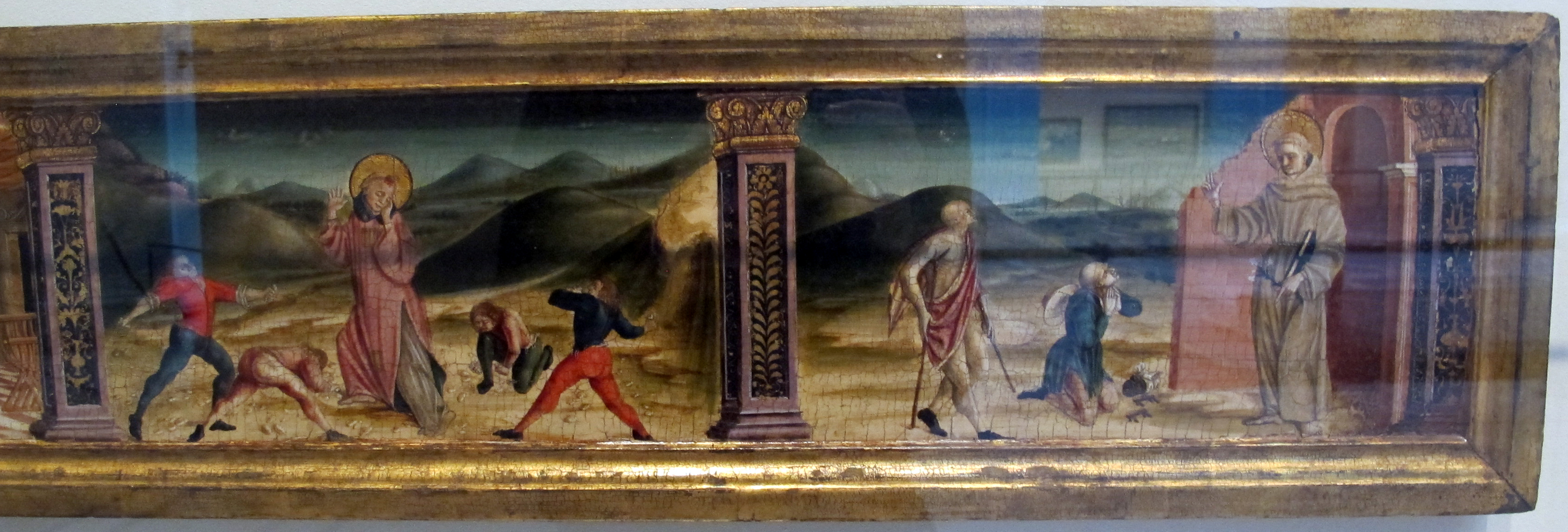
Partie droite de la Prédelle du Palais Massimo alle Colonne

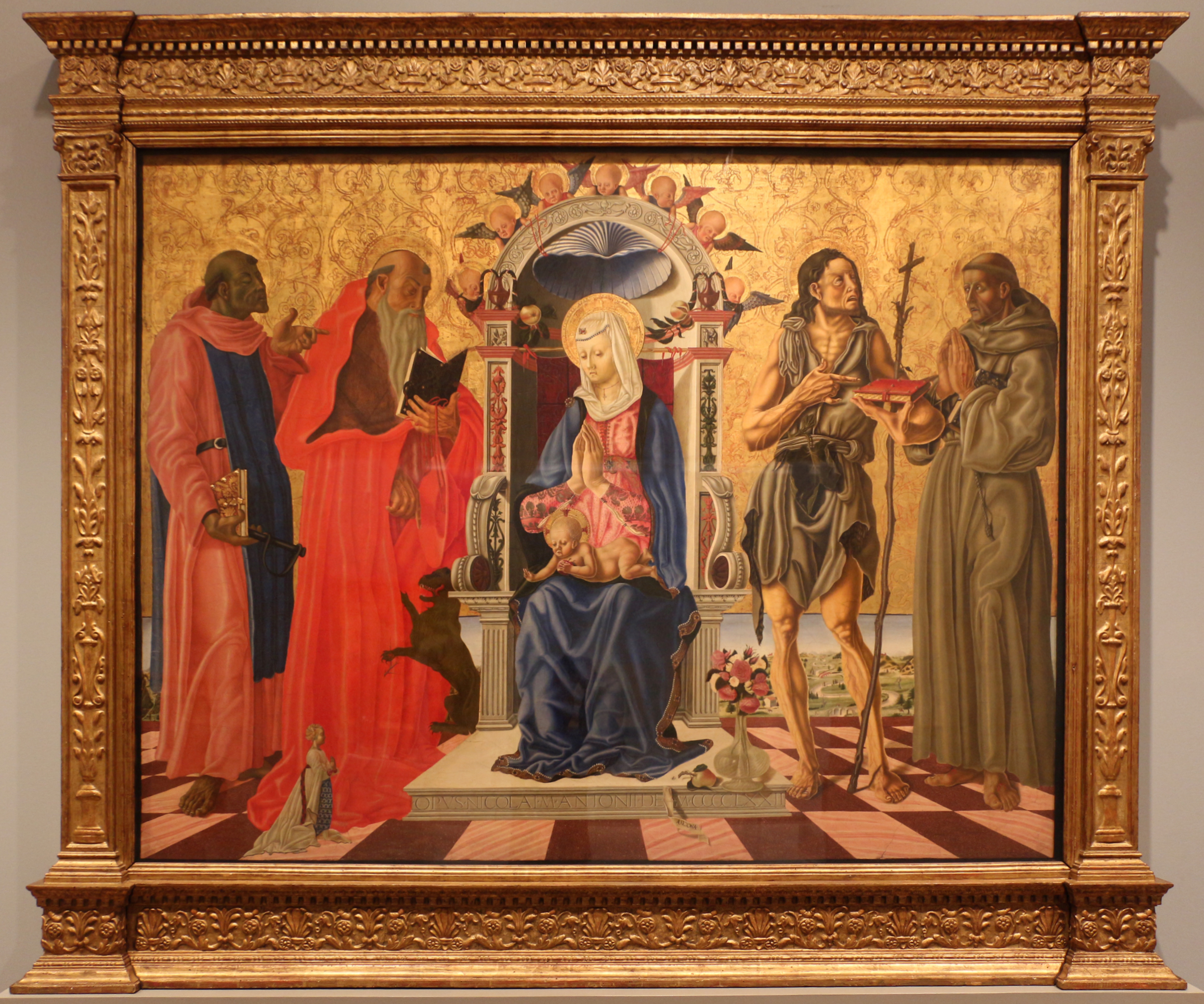
Madone avec Enfant en Trône parmi les saints, 1472
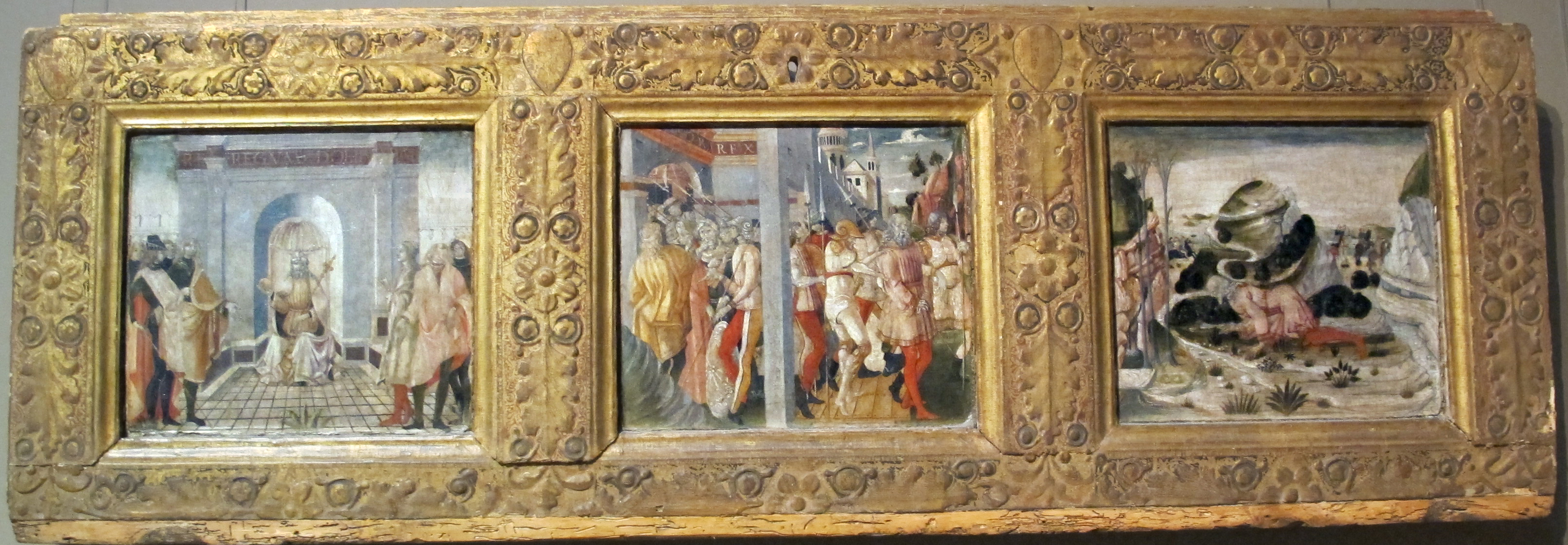
Scène de la Vie de Nabuchodonosor, 1490
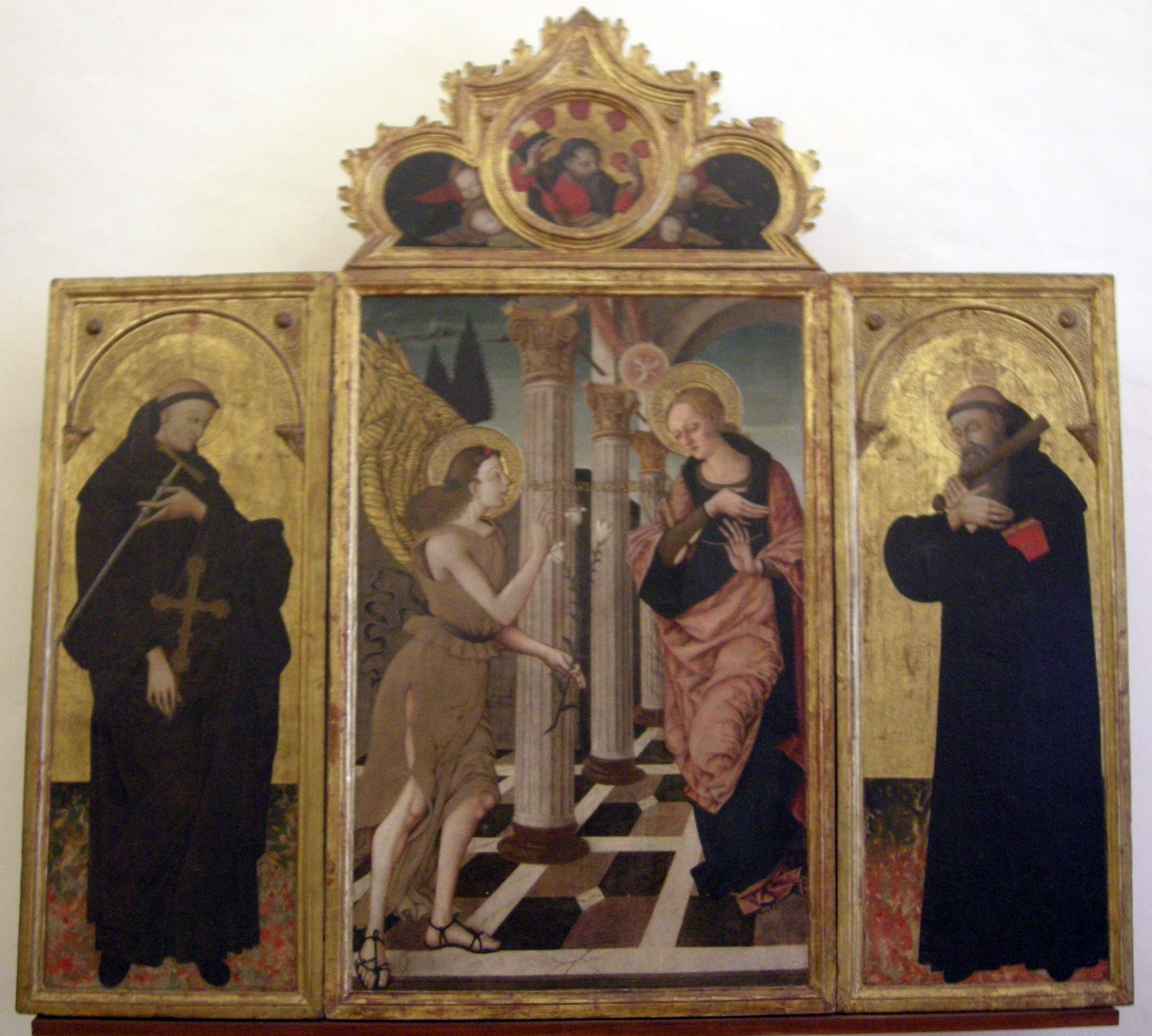
Annonciation entre saint Jean Gualbert et saint Benoît

## Bibliographie

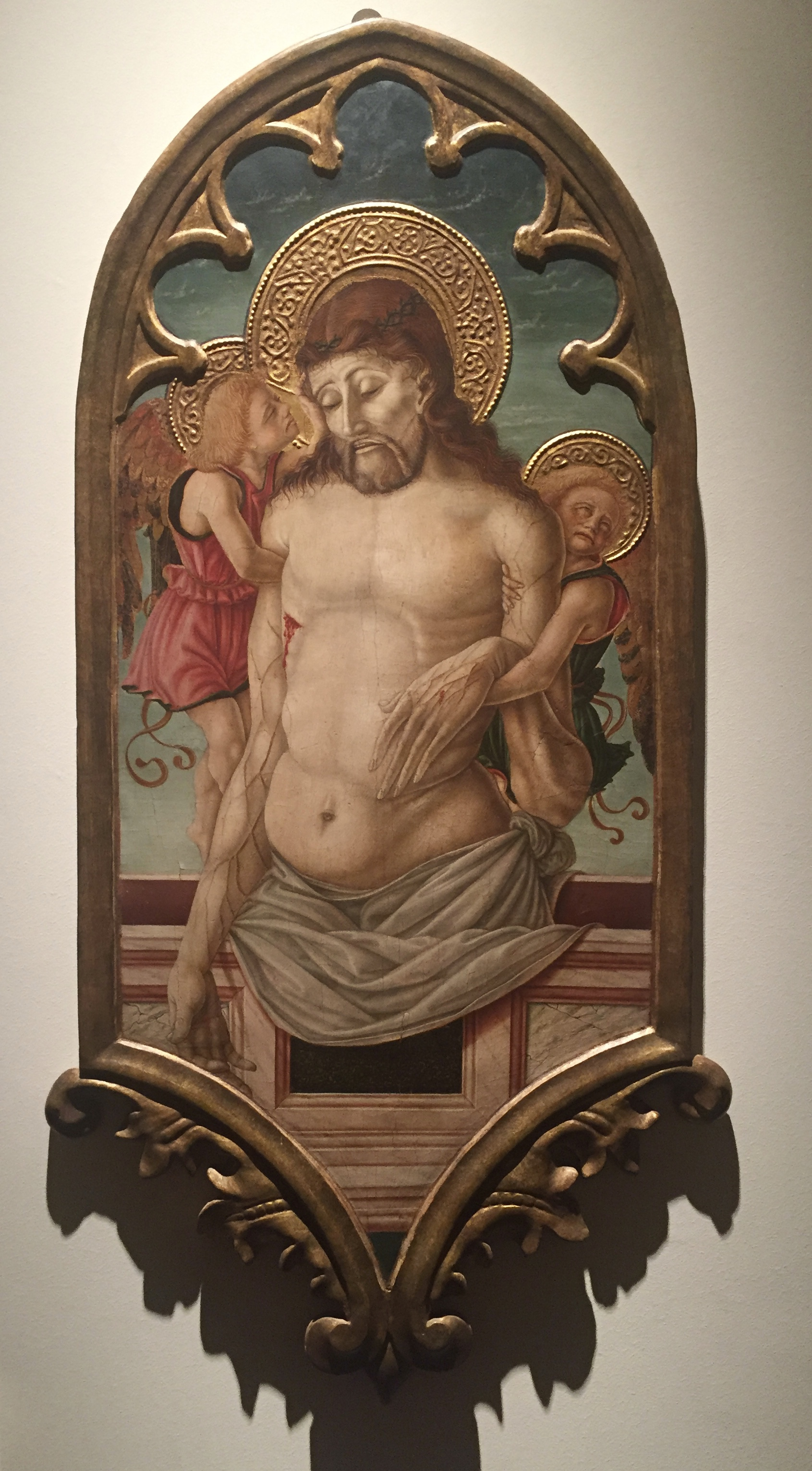
Christ mort dans son tombeau soutenu par deux Anges, Nicola di Maestro Antonio di Ancona, fin du Quattrocento. (partie d’un polyptyque démembré réalisé pour l’église de San Marco à Jesi. Des parties du polyptyque sont exposées à Avignon et à Baltimore.

## Liens
- Peintres nés dans les Marches